# Gonzalo Sánchez
Gonzalo Sánchez (Lima, 6 mei 2000) is een Peruaans voetballer die tevens beschikt over de Italiaanse nationaliteit. 
Sanchez tekende in de zomer van 2022 een tweejarig contract bij FC Emmen, met een optie voor een derde seizoen. Een succes werd het echter niet. Hij maakte geen minuten in officiële wedstrijden en wilde in februari 2023 vanwege een gebrek aan speeltijd graag terug naar Peru, waar FC Emmen aan mee besloot te werken. Bij zijn terugkeer in Peru verraste hij door te tekenen bij tweedeklasser Ayacucho FC.